# 金順 (清朝)
金顺（？—1886年8月5日），字和甫，伊尔根觉罗氏，满洲镶蓝旗人，早年从征太平天国立功，赐号图尔格齐巴图鲁，此后参与平定陕甘回乱、又跟随左宗棠率领清军主力收复新疆，官至伊犁将军。

## 生平
金顺世居吉林。少年孤贫，孝顺继母，早年从征山东，授官骁骑校。此后，跟随多隆阿在湖北与太平天国作战，因在清军收复黄梅之役立功，赐号图尔格齐巴图鲁。清军移师安徽，克太湖，金顺升任协领。在挂车之役，金顺率领骑兵部队勇猛作战，直捣中坚。
同治二年（1863年），参与平定陕西回人起事，连下羌白、王阁，赐头品俸禄。紧接着渡渭水击败回军于零口。三年（1864年），汉中南部回人逃奔凤翔，金顺在沣峪将其击退，授镶黄旗汉军副都统，调往西安。当时太平军集结在陕南，回军作为向导将其带往沣河，被金顺击退，歼敌颇多。回军入鄠县，又被金顺率领的骑兵击败。四年（1865年），金顺率领清军攻宁夏南门，夺回军炮台，阵斩首领孙义保等。次年（1866年），调任宁夏副都统。七年（1868年），金顺收复宁条梁，并连破回军于五龙山、葭州等地。八年（1869年），清军平绥德，朝廷下旨将边外事交付金顺。七月，宁夏回人复叛，金顺兼程赴援，于城外击败回军，清军追至龙王庙南，悉克其东南各营垒，守军被歼灭殆尽。
同治九年（1870年），平回大局已定，金顺仅有王家甿一处尚未攻克，与其弟连顺分兵迎击，数次获胜。金顺所部颇有声威，次年克王家甿，清廷赏金顺黄马褂。金顺又与张曜攻破纳家寨，平定宁夏。金顺升任乌里雅苏台将军，不久因事被褫职，命即日赶赴肃州。赶到后，在北崖头停顿，奏请调张曜部助战。当时，乌鲁木齐提督成禄因军粮匮乏，表示难以赶赴哈密，因此清廷下诏金顺接统其军。十二年（1873年），左宗棠到任，与金顺约期并进。金顺发地雷于肃州城东北角，将城轰出缺口，清军乘隙攻入城池，金顺也因此官复原职。
时任乌鲁木齐都统景廉与金顺不合。左宗棠奏言金顺为人宽和，深得部下之心。清廷令金顺率所部二十营入新疆。出关数十里，至沙漠，先头部队突然停止不前。金顺询问，获回应道：“先锋营驻，有所议。”金顺知道有变，赶忙前往察看，亲手杀死六人，说道，“敢留者，视此！”大军因而继续前行。过了沙漠之后，金顺祭六人尸体说道，“杂赋不饱，佐以野蔬，天下无若西军苦。此行度戈壁，乏水草，吾非不知。但不忍汝六人，如全军何？如国家何？如关内生灵何？”士气因此激扬。清廷于路途中授金顺为正白旗汉军都统。次年，金顺与景廉会师。一日清军进行炮兵操演，汉、回围观者数千人。景廉部炮击目标不中，金顺和其部将邓增测视后，炮响旗飞，围观回人为之震慑。不久，清廷命金顺辅佐新疆军务。
光绪元年（1875年），金顺代景廉为都统。二年（1876年），金顺驻扎在阜康。刘锦棠赶到其驻所协商进兵计划，金顺提议先攻古牧，于是清军轻骑袭击黄田，又连下乌鲁木齐、迪化、昌吉、呼图壁等城，斩其回军首领马兴，赏双眼花翎，予云骑尉世职，调任伊犁将军。七年（1881年），清廷下诏令金顺接收伊犁，按地图划分边界。十一年（1885年）二月、五月，部卒因军饷问题两度哗变，甚至杀死官员索饷。因金顺对属下宽和，将领营官之间相互蒙蔽，总督谭锺麟因此弹劾金顺。于是光绪帝召金顺来京，以锡纶代之。金顺行至肃州时病卒，因家无余钱，几乎无以为敛。同僚部署集资才得以发丧。送葬部伍全员缟素，步行五千里到北京者，有二百人之多。清廷追赠金顺太子太保，谥忠介，为其建祠。
金顺在外转战二十余年，其妻托莫洛氏一直在家奉养继母、照顾金顺诸弟。金顺到了新疆，曾遣使回乡迎接。其妻告诉使者，“太夫人老矣，宁能涉万里？吾义不得独行。且彼处有姬侍，宗祧不坠，吾又何求？”因此没有前往新疆，当时舆论皆称其贤惠。
金顺之弟连顺自平定陕甘回乱起跟随其兄作战，后又转战新疆，立有战功。